# Allgemeine Gesellschaft für Dieselmotoren
Die Allgemeine Gesellschaft für Dieselmotoren AG, Augsburg wurde am 17. September 1898 in Augsburg gegründet und 1911 aufgelöst.

## Gründung
Beteiligt an der Gründung war Heinrich von Buz, der auch den Vorsitz des Aufsichtsrats übernahm, Friedrich Alfred Krupp, Essen, Berthold Bing als Leiter der russischen Dieselmotorengesellschaft in Nürnberg, drei große Banken und mehrere Finanzexperten.

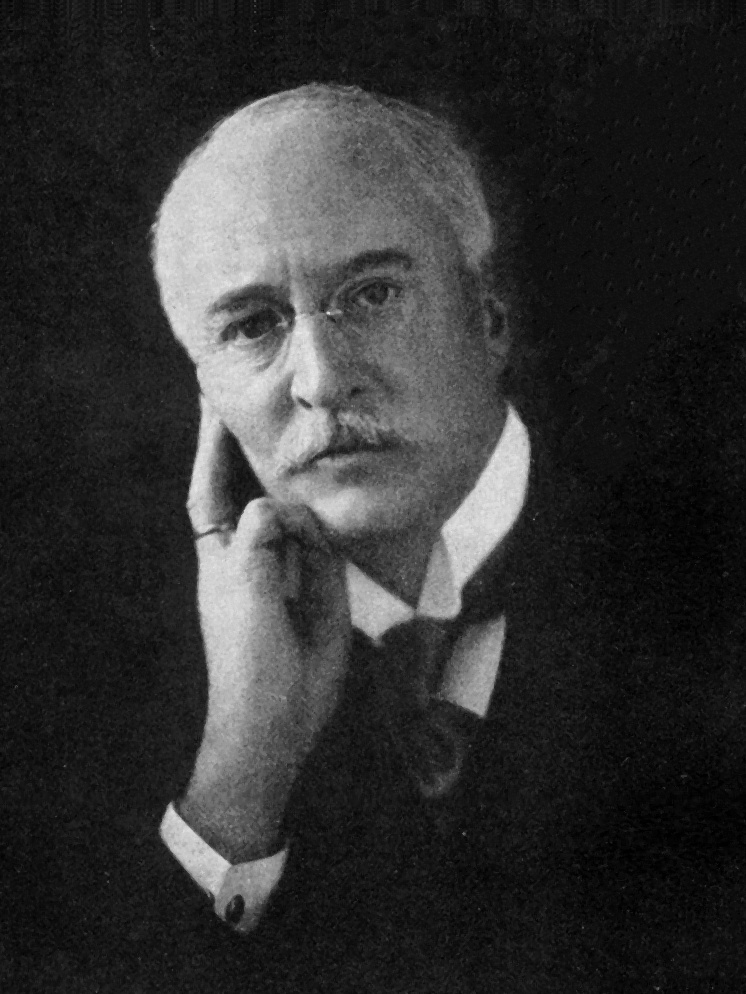
Rudolf Diesel
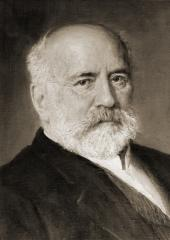
Heinrich von Buz, Direktor der Maschinenfabrik Augsburg
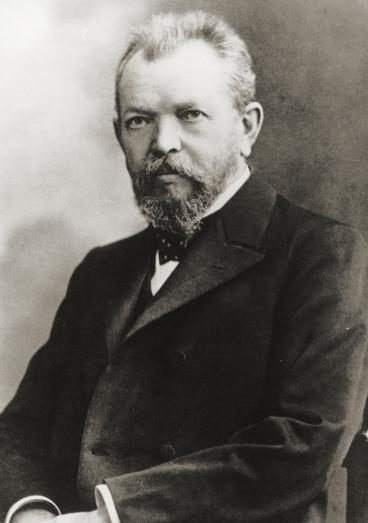
Anton Rieppel, Vorstand  Maschinenbau AG Nürnberg
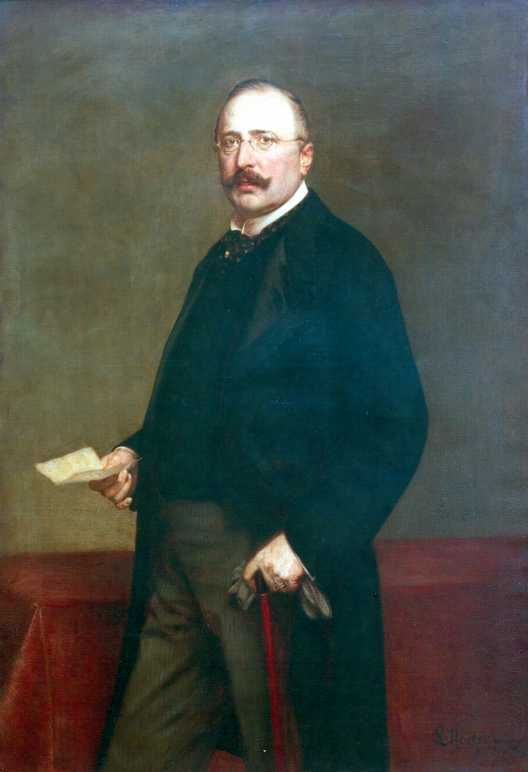
Friedrich Alfred Krupp 1896
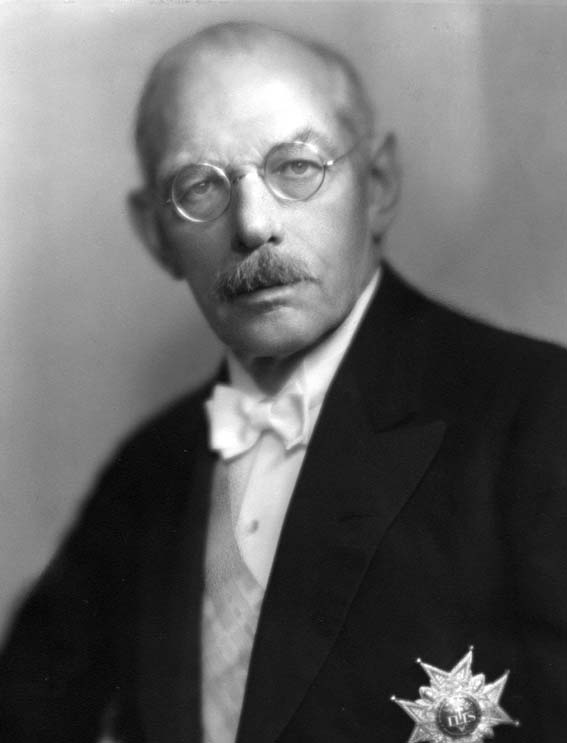
Marcus Wallenberg, Bankier
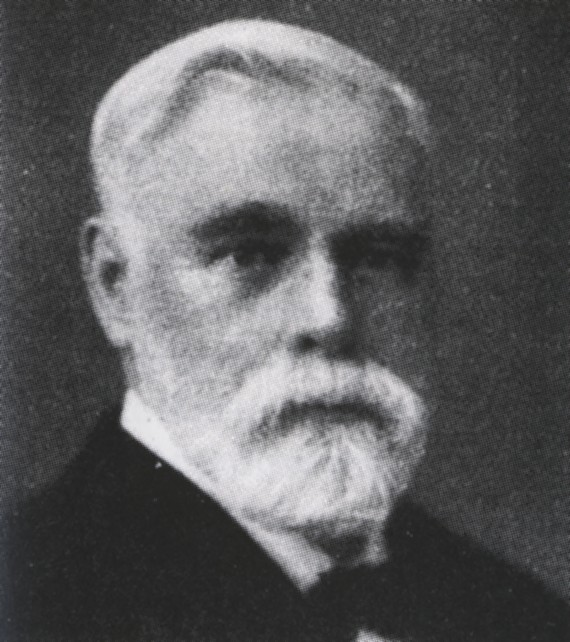
Immanuel Nobel, Ölmagnat

### Diesel Motoren-Fabrik A. G.
In diesem Zeitraum 1898 fällt die Gründung der Diesel Motoren-Fabrik A. G. in Augsburg mit einem Aktienkapital von 1,2 Mio. Mark, wovon etwa die Hälfte vom Bankhaus Bonnet übernommen wurde. Rudolf Diesel, August Gerstle und Carl Schwarz stellten den Aufsichtsrat und Emil Krüger und Max Behrisch bildeten den Vorstand. Der Lizenzvertrag mit der Maschinenfabrik wurde am 15. April 1898 unterschrieben, Krupp folgte eine Woche später.

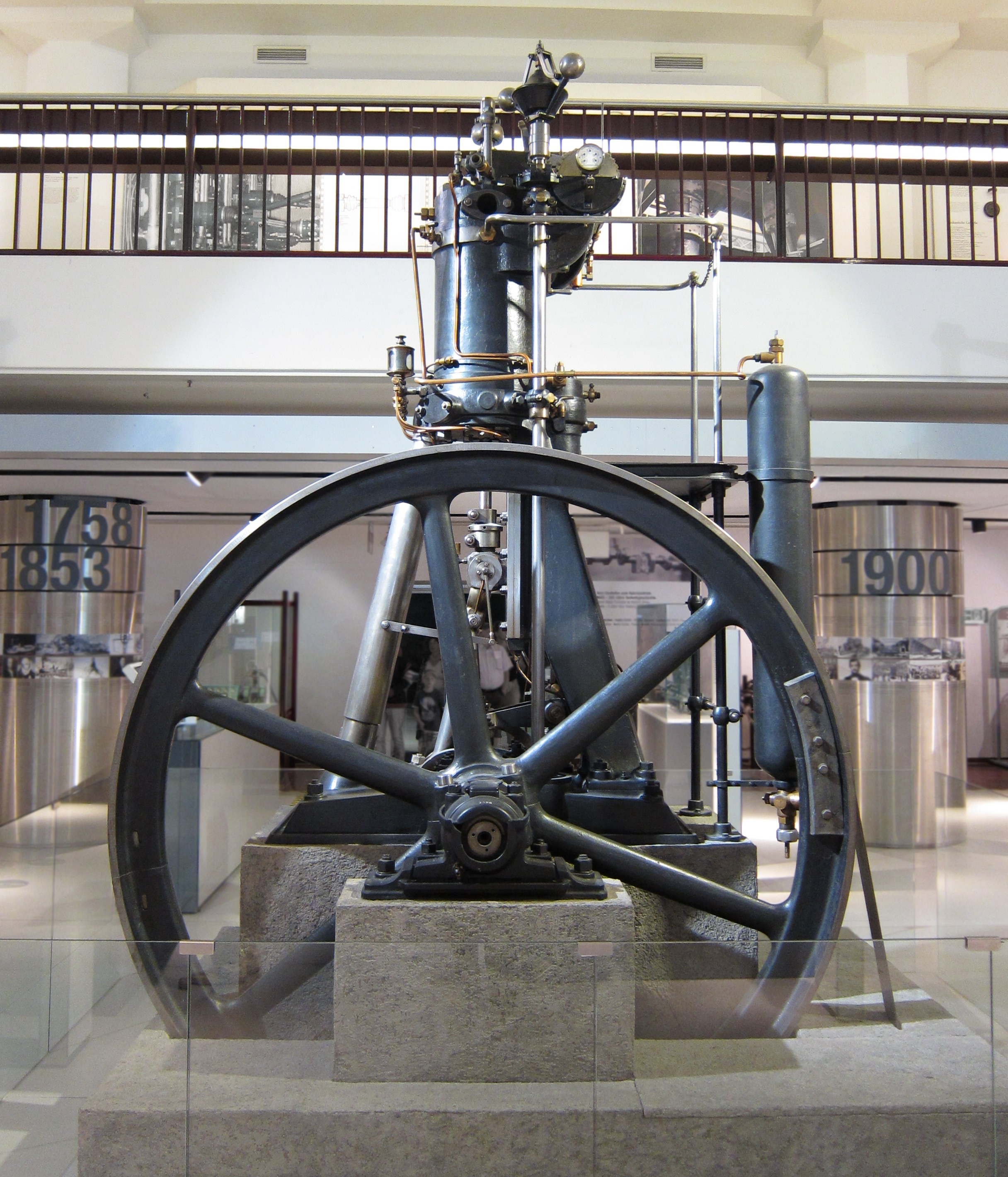
Erster funktionsfähiger Dieselmotor von 1896.
Bohrung × Hub: 250 mm × 400 mm (Hubraum: 19.635 cm³,
Leistung: 13,1 kW (bei Drehzahl: 154 min^{−1)}),
Drehmoment: 812 N·m (bei Drehzahl: 154 min^{−1}),
Spezifischer Kraftstoffverbrauch: 324 g/kWh

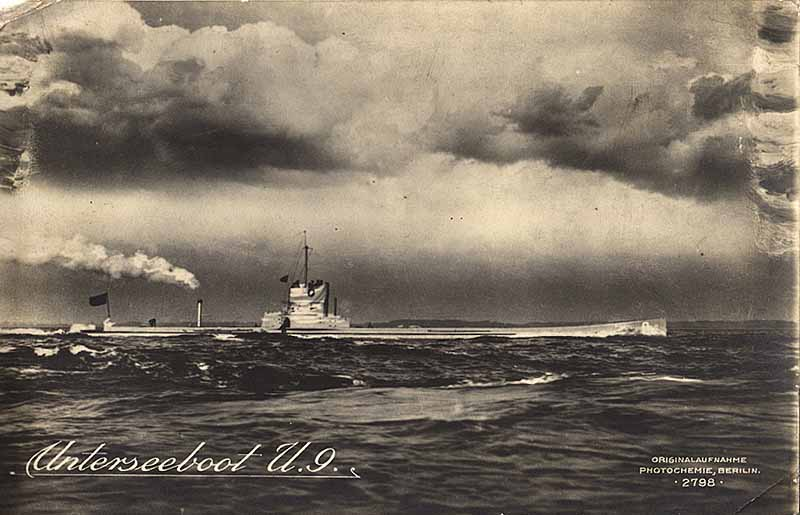
SM U9, das erfolgreichste deutsche U-Boot hatte zwei Petroleummotoren zum Antrieb

### II. Kraft- und Arbeitsmaschinen-Ausstellung in München
Am 11. Juni 1898 eröffnete der Prinzregent Luitpold die II. Kraft- und Arbeitsmaschinen-Ausstellung auf der ehemaligen  Kohleninsel, auf der heute das Deutsche Museum steht. Der Ausstellungsbau bestand aus einer riesigen von Säulen eingefassten Eingangshalle, Nebengebäude und hohem Rundturm mit Aussichtsgalerie, die über einen elektrischen Fahrstuhl erreicht werden konnte.
Rund 4.000 Quadratmeter Ausstellungsfläche standen zur Verfügung. Diesel hatte drei seiner Motoren ausgestellt. und Dieselmotoren wurden in Deutschland dem Publikum zum ersten Mal auch im Lauf vorgeführt. Sie waren die Attraktionen der Ausstellung und für Diesel und die beteiligten Lizenznehmer ein großer Erfolg.
Die Diesel Motoren-Fabrik A. G. erhielt bis zum 6. Oktober sieben Aufträge. Motoren von 20 bis 40 PS, die neu konstruiert wurden. Sie hatten jedoch große technische Probleme aufgrund der einstufigen Luftdruckeinspritzung und mussten weitgehend zurückgenommen werden. Der Ruf der Dieselmotoren litt und die inzwischen zur MAN fusionierten Nürnberger und Augsburger Motorenfabriken distanzierten sich in der Frankfurter Zeitung am 27. Mai 1900 von der Diesel Motoren-Fabrik A. G.  Oberingenieur Ringelmann vom Lizenznehmer Riedinger beseitigte die Probleme, indem er für den 30-PS-Motor im Hotel Oberpollinger einen zweistufigen Kompressor für die Einblaseluft konstruierte und in den Motor einbaute.
Dies war der Hintergrund der Erfolge und körperlichen und seelischen Belastungen von Rudolf Diesel der Jahre 1897 und 1898, in denen er von verschiedenen Seiten bedrängt wurde, geschäftliche und finanzielle Arbeiten abzugeben. Dies wird sehr deutlich in dem Brief, den er an seinen Agenten und Freund Berthold Bing schrieb, der hier in Auszügen zitiert wird:

„Durch die enorme Zunahme meiner Geschäfte, welche augenblicklich soweit gediehen sind, dass ich derselben nicht mehr Herr werden kann und  darin umzukommen drohe, besonders aber durch meine jüngste nervöse Erkrankung , welche zu den schlimmsten Befürchtungen Anlaß gab & noch gibt, ist mir aber der Gedanke doch eindringlich zum Bewußtsein gekommen, dass es notwendig ist, mein schönes im vollsten Aufblühen begriffenen Unternehmen auf eine sichere und breitere Basis zu stellen und von meiner Person unabhängig zu machen....“

Er bat seinen Freund Bing, ihn in dieser Angelegenheit zu vertreten und die dazu notwendigen Arbeiten zu übernehmen.
Am 17. September 1898 wurde die Allgemeine Gesellschaft für Dieselmotoren AG, Augsburg gegründet. Vorsitzender des Aufsichtsrates wurde Heinrich Buz, der sich auch am Aktienkapital beteiligte. Direktor wurde Albert N. P. Johanning. Krupp beteiligt sich erst später. Diesel erhielt als Kaufpreis 3,5 Mio. Mark und beteiligte sich mit 2,25 Mio. Mark an der Gesellschaft. Beides, die „Allgemeine“ und auch die „Diesel Motoren-Fabrik“ stellten sich als Fehlschlag heraus und damit begann die Zerrüttung des Vermögens von Rudolf Diesel.

## Laufende Geschäfte
Die neue Firma brachte ihre Büros sowie das Münchner Ingenieurbüro von Rudolf Diesel in einem 1897 fertiggestellten viergeschossigen Bau am damaligen Kaiserplatz 8 unter.
Die „Allgemeine“ diente zur Durchführung von Lizenzverhandlungen und zur Einnahme und Verwaltung von Lizenzeinnahmen sowie zum Erwerb und zur Nutzung der Rechte von Rudolf Diesel. Diesel selbst brachte seine gesamten Aktien von Dieselmotoren-Herstellern, seine Beteiligungen und alle seine noch verfügbaren Patentrechte am Dieselmotor und letztlich auch sein Münchner Ingenieurbüro in die neue Firma ein. Diesel verpflichtete sich darüber hinaus, alle seine weiteren Verbesserungen, Erfindungen und Patente der „Allgemeinen“ kostenlos zu überlassen.
Am 4. April 1904 erteilte das Reichsmarineamt unter der Leitung (1897–1916) von Alfred von Tirpitz dem Marine-Oberbaurat Gustav Berling, der von 1904 bis März 1912 Chefingenieur und Leiter der U-Bootabteilung der Torpedoinspektion des Reichsmarineamtes war, den Auftrag, ein U-Boot für die Marine zu entwickeln und bauen zu lassen.
Im Marineetat des Jahres 1905 wurden 1,5 Mio. Mark für Versuche des Unterseebootsbaus zur Verfügung gestellt. Anfang 1904 fragte die Germaniawerft bei MAN an, ob man für den Antrieb der U-Boote Dieselmotoren liefern könne. Da MAN nicht die erwartete Zusage gab, kam die Germaniawerft mit der Gebr. Körting AG ins Geschäft. Körting baute seit 1886 erfolgreich Gasmotoren, seit 1893 Petroleummotoren und konnte die gewünschten Motoren (Petroleummotoren) mit 200 PS pro Motor liefern. Es waren, wie verlangt, Zweitakt-Motoren.
Für die zwei der ersten französischen U-Boote, Circé und Calypso, konnte die MAN Dieselmotoren liefern und hier konnte die Allgemeine kassieren. Das französische Unternehmen Sautter-Harlé & Cie war seit März 1899 Sublizenznehmer vom ersten Lizenznehmer, F. Dyckhoffs und, einem Freund von Rudolf Diesel. Sie durften Dieselmotoren für weitere französischen U-Boote nur unter der Bedingung der französischen Marine fertigen und liefern. Sie besagten, dass die Konstruktionszeichnungen nicht an die „Allgemeine“ in Augsburg weitergeleitet werden. Für die „Allgemeine“ und auch für Diesel stellte diese Bedingung eine massive Geschäftseinbuße dar, denn Frankreichs Marine war um diese Zeit mit der Indienststellung von dieselgetriebenen U-Booten weltweit führend. Der Lizenzvertrag sah den Informationsaustausch der Lizenznehmer vor. Im Jahr 1911 hatte Frankreich bereits mehr als 60 U-Boote mit Dieselmotorenantrieb in Betrieb, England nur 13, die USA und Deutschland dagegen kein einziges. Die ersten 18 U-Boote der Kaiserlichen Marine hatten als Antrieb Petroleummotoren mit insgesamt 1000 PS bei 500/min von Körting. Die waren leichter als die MAN-Motoren, verbrauchten allerdings mit rund 500 g/PSh doppelt so viel wie die MAN-Dieselmotoren.
Am 20. April 1904 hatte die Kaiserliche Russische Marine bei der Germaniawerft drei U-Boote bestellt, die ab 1905 vom Stapel liefen. Ein Merkmal dieser U-Boote war der Hybrid-Antrieb aus Verbrennungsmotor, Generator, Bleiakkumulator und Elektro-Motor. Die frühen vergleichbaren U-Boote der französischen Marine dieser Zeit hatten einen Hybridantrieb aus Dampfkessel, Dampfkolbenmaschine (Primärenergieerzeuger), Bleiakkumulator und Elektromotor. Die von der Germaniawerft gebauten U-Boote der Pionierphase (3 für Russland, 6 für Deutschland) wurden dagegen als Primärenergieerzeuger mit Petroleummotoren ausgerüstet. Die Kaiserliche Werft Danzig baute 13 U-Boote mit Petroleummotoren für die Kaiserliche Marine. Erst die U-Boote ab U 19 (1913) bekamen Dieselmotoren, die inzwischen zu leichteren und stärkeren Maschinen entwickelt worden waren. Hier konnte die „Allgemeine“ Lizenzgebühren einnehmen.
Auch infolge dieser Pionierarbeiten wurden bei der Fa. Krupp, die gemeinsam mit der MAN Rudolf Diesels Versuche an den ersten „Ölmaschinen“ finanzierte, die Arbeiten an Dieselmotoren für die Handelsschifffahrt eingestellt.
Diesel schied Ende März 1905 aus verschiedenen Gründen aus dem Aufsichtsrat der „Allgemeinen“ aus, denn er musste feststellen, dass er bei den Verträgen mit „seiner Gesellschaft“ schlecht beraten wurde. Die „Allgemeine“ konnte aufgrund der vereinbarten Gegenseitigkeitsverpflichtungen von Rudolf Diesel weiterhin ohne Kostenerstattung die Ergebnisse aller seiner Arbeiten zum Thema Dieselmotor einfordern. Diesel hatte keine Möglichkeit, selbständig und unabhängig an der Weiterentwicklung seines Motors und dessen Anwendung zu arbeiten, um daraus eigene Einkünfte zu erzielen.

## Hintergrund
Rudolf Diesel hatte nach der Patentanmeldung ohne die Verträge mit der Maschinenfabrik Augsburg und Krupp, also in der Zeit zwischen Mitte 1897 und September 1898, 14 Lizenzverträge verhandelt und abgeschlossen. Diesel merkte, dass seine Kräfte für eine Bewältigung der technischen und der kaufmännischen Geschäfte nicht mehr ausreichen würden. Der Vorschlag, alle seine Motor-Unternehmungen in einer neuen Gesellschaft, einer Holding, zu bündeln, schien ihm trotz anfänglicher Skepsis gut, und er ging drauf ein. Daher sollte die auch als „Allgemeine“ bezeichnete Allgemeine Gesellschaft für Dieselmotoren AG alle künftigen Lizenzverhandlungen durchführen.
Diesel war bis dahin finanziell durch seine laufenden Lizenzeinnahmen finanziell sehr gut gestellt, jedoch von diesem Moment an ohne regelmäßige Einkünfte aus dem Dieselmotorengeschäft. Seine bisher größten geschäftlichen Erfolge nach der Patentierung und Inbetriebsetzung des Motors waren die Lizenzverhandlungen mit Adolphus Busch (1839–1913), die zur Diesel Motor Company of America führte und die Gründung der Russischen Diesel Motor Company am 16. Februar 1898. Bei beiden Erfolgen war Berthold Bing maßgeblich beteiligt und hatte den Kontakt zu Busch hergestellt und wurde Geschäftsführer der Russischen Diesel Motor Company
Im Herbst 1898 wurde Diesel nach einem körperlichen Zusammenbruch zur Behandlung in die Heilanstalt Neuwittelsbach in München-Neuhausen eingeliefert. Er blieb dort bis Januar 1899 und erholte sich dann für 2 Monate in einem Sanatorium in der Nähe von Meran in Südtirol. Er war somit fast 5 Monate in dieser für den Dieselmotor kritischen Zeit nicht greifbar, denn natürlich hatten die ersten verkauften Motoren Kinderkrankheiten.

## Allgemeine Gesellschaft für Dieselmotoren und Auflösung
Die Hauptaufgabe der „Allgemeinen“ war mit Ablauf der Dieselpatente DRP 67207 und DRP 82168 in den Jahren 1907/08 erfüllt, denn ab diesem Zeitpunkt konnte jedes Unternehmen ohne Lizenzverpflichtungen Dieselmotoren herstellen und auf eigene Rechnung vertreiben. Im Februar 1910 wurde die Auflösung der „Allgemeinen“ beschlossen, sie erfolgte nach Abschluss des 12. Geschäftsjahres fast genau ein Jahr später.